# マードック (お笑いコンビ)
マードックは、ケイダッシュステージに所属する日本のお笑いコンビ。

## メンバー
ごうはら（1997年1月27日 - ）（28歳）
立ち位置は向かって左。
- 静岡県浜松市出身。
- 身長165cm、体重55kg。足のサイズ26.0cm。血液型B型。
- 本名：郷原 拓郎（ごうはら たくろう）
- 趣味は映画及びプラネタリウム鑑賞、ドライブ、レースゲーム（アスファルト9）、沁みる曲をピアノで弾くこと、宇宙について考えること。特技は『スターウォーズ』のエンディングテーマを聴いて何作品目かを当てること。
- 緑を基調としたライン入りニットベストにループタイをつけたものを衣装とする。
- 好きな女性のタイプは、ノリがいいけどはしゃぎすぎない人、いろいろなことに興味を持ってくれる人。
- 基本的に漫画やゲームには疎いものの、『浦安鉄筋家族』の大ファン。
- 幼少期に見ていたアニメはドラえもんやクレヨンしんちゃん、トイストーリーやピーターパンなど。
- ものまねJAPANでは遠藤航選手のものまねを披露している。
- 幼少期にラジオ出演をしていたことによりトークで人を笑わせることに悦びを覚え、芸人に憧れを抱くようになる。

山本 龍（やまもと りゅう、1995年7月21日 - ）（29歳）
立ち位置は向かって右。
- 神奈川県横浜市出身。
- 身長171cm、体重65kg。足のサイズ26.5cm。血液型O型。
- 趣味は色々なジャンル（スポーツ、音楽、ポケモン）のゲーム。好きなポケモンはミズゴロウ。また、相方・ごうはらとは対照的に漫画にも精通しており、『ONE PIECE』などに詳しい。ごうはらによると、"全ての"ゲームをやったことがあるという。
- 特技は利きマクドナルド、焼き魚をきれいに食べること。
- 「SOCIETY」と書かれた、薄紫を基調とするスウェットが舞台衣装。
- 好きな女性は秋元真夏、上白石萌音などの、少し年上で引っ張ってくれるような人。
- 青いキャップを被った姿が、若い頃のスティーヴン・スピルバーグに似ていると言われたことがある。
- 山里亮太（南海キャンディーズ）・若林正恭（オードリー）による『たりないふたり』に影響され、お笑いの道を志すようになる。

## 来歴
2人はワタナベコメディスクール28期出身の同期であったが、所属するクラスが違ったこともあり、在学中はあまり面識がなかった。組んでいたコンビ（トリオ）が卒業間際に解散し、ピンでは芸人を続けられないと判断した山本が級友に「いい相方はいないか」と訊いたところ、同じく卒業間際にコンビを解散した郷原を相方として勧められ、コンビ「グランドチェイスバーナー」を結成する。しばらくして現在のコンビ名に改名し、2021年6月28日からケイダッシュステージに所属。同期コンビ3組によるライブ、ウラドックステップやケイダッシュステージの定期ライブ、モータースLIVEなどに出演している。
2023年1月1日、『ぐるぐるナインティナイン』の企画「おもしろ荘へいらっしゃい!」に出演。全国ネットでネタを披露するのは初であり、山本は横浜出身であることから『横浜の龍』との異名がつけられる。
また、同日にゴーちゃんno寄席2023の出演者へ選出される。
2022年の1月8日より、ウェブラジオ（stand.fm）より『マードックからの最初のラジオ』の配信を開始する。ラジオ名は、樽屋雅徳作曲の吹奏楽曲、『マードックからの最後の手紙』を由来としている。
『日経エンタテインメント 2023年3月号』の「ネクストブレイク芸人大予測」で、ネクストブレイク候補に挙げられる。

## 芸風
クラスの隅にいる奴らによる"どんぐりの背比べ漫才"を主とする。スローなテンポと間が特徴的。
結成時は「グランドチェイスバーナー」というコンビ名だったが、言い間違いが多かったため2019年10月に「マードック」へ改名。
現在のコンビ名は、映画「特攻野郎Aチーム」の登場人物である『H・M・マードック大尉（シャールト・コプリー）』が由来。

## エピソード

### ごうはら
- 学生時代、脱げた靴をソフトボール部の女子にぶん投げられて失くした。
- M-1グランプリ2022の1回戦出場時にループタイを忘れてしまった[23][24]。
- 相方の『横浜の龍』という異名を、おもしろ荘出演以前に命名していたことがある[25]。
- ネットラジオ内でよく、相方やトム・ブラウン布川、チャイニーズマフィアなどの声真似を披露する。山本龍の声真似は「口腔を広げて発声すると誰でもできる」と述べている[26]。

### 山本龍
- 以前は「ARMY」と書かれたオレンジ色のトレーナーを衣装として着用していたが、BIGBANGのファンであると勘違いされたことや時世を鑑みたマネージャーのアドバイスにより、現在の衣装に変える。
- 幼い頃、ディズニーランドのカストーディアルキャストに「何を集めているんですか？」と聞くと「夢の欠片を集めています」と答えてくれるということを知り、ディズニーランドの近くで吐瀉物を掃除している人に「何を集めているんですか？」と聞き怒られる[27]。
- 母親が作った手作りのおかきで前歯が欠けた。
- ピンク映画しか放映しない映画館の前の駄菓子屋によく行っていた[28]。
- 宣材写真の撮影会の際、そのメイク姿とぎこちなさから「普段はお母さんに軽バンで送って貰っているが今日はタクシーで七五三に来ている7歳の女の子」と揶揄される[29]。

## 賞レースでの戦績

### M-1グランプリ
| 年度   | 結果      | エントリー No. | 会場                        | 日程     |
| ------ | --------- | -------------- | --------------------------- | -------- |
| 2019年 | 1回戦敗退 | 2115           | 新宿シアターモリエール      | 8月29日  |
| 2020年 | 1回戦敗退 | 179            | シダックスカルチャーホールA | 8月3日   |
| 2021年 | 2回戦進出 | 754            | 雷5656会館ときわホール      | 10月18日 |
| 2022年 | 2回戦進出 | 1813           | 雷5656会館ときわホール      | 10月14日 |
| 2023年 | 2回戦進出 | 2589           | シダックスカルチャーホール  | 9月6日   |

## 主なメディア出演
- 2023年 2月3日 日経エンタテインメント 2023年3月号
- 2023年1月13日 TBSラジオ マイナビ Laughter Night
- 2023年1月1日 ぐるナイ おもしろ荘
- 2022年8月28日・9月4日 チバテレビ 芸人#0[31]。
- 2022年3月22日 レインボータウンFM KIBAってこう！
- 2021年10月20日 水曜日のダウンタウン
- 2021年10月9日 オールスター感謝祭（ごうはら）